# Дерп, Клотильда фон
Клотильда фон Дерп (нем. Clotilde von Derp, настоящее имя Clotilde Margarete Anna Edle von der Planitz, 5 ноября 1892 — 11 января 1974) — немецкая танцовщица.

## Биография
Клотильда фон Дерп родилась в 1892 г. в Берлине. Её родителями были Ганс Эдлер фон дер Планиц и Маргарета фон Мушвиц.
Будучи ребёнком Клотильда мечтала быть скрипачкой, но поняла, что у неё есть талант танцевать. Танцу она училась у педагогов Юлии Бергман и Анны Орнелли из Мюнхенской оперы.
Её первое выступление состоялось 25 апреля 1910 г. в Hotel Union, там она взяла себе сценический псевдоним Клотильда фон Дерп. Зрители были в восторге от её красоты и юношеской грации. Макс Рейнхардт поставил с участием Клотильды пантомиму Sumurûn, которая пользовалась большим успехом во время тура в Лондоне. Её фотопортрет работы Рудольфа Дюркоопа был представлен в Royal Photographic Society в Лондоне. Клотильда присоединилась к творческому объединению импрессионистов «Синий всадник». В число поклонников Клотильды вошли художники Райнер Рильке и Иван Голль, для её выступлений в Швейцарии русский художник Алексей Явленский делал ей макияж, напоминающий абстрактный портрет.
С 1913 г. Клотильда выступает вместе Александром Сахаровым, с которым она уехала в Швейцарию во время Первой мировой войны. Клотильда и Александр Сахаров стали известны тем, что надевали и мужские, и женские костюмы. Говорили, что мужская одежда только подчёркивает женственность Клотильды. Она одевалась в древнегреческом стиле, например, в танце Danseuse de Delphes (1916 г.). Её наряды были даже более элегантными и современными, чем у Айседоры Дункан, включали серебристые и золотистые парики, шляпы и наряды с украшениями из воска и цветов.
Клотильда и Александр поженились в 1919 г. При поддержке Эдит Рокфеллер они выступили в Нью-Йорке в Метрополитен-опера, но особого успеха не имели. До начала Второй мировой войны Клотильда и Александр жили в Париже и выступали вместе под общим именем Les Sakharoff, гастролировали по всему миру, посетили Китай и Японию, Северную и Южную Америки. После разгрома и оккупации Франции немецкими войсками супруги уехали сначала в Испанию, а оттуда Буэнос-Айрес, где жили до 1949 г. В следующем году они совершили тур по Италии и приняли приглашение графа Гвидо Сарачини преподавать танец в Риме. Они работали в Музыкальной академии Киджи в Сиене, а также открыли в Риме свою собственную музыкальную школу.
Клотильда перестала выступать с 1956 г. и прожила остаток жизни в Риме. После смерти мужа в 1963 г. она продала музеям и на аукционе многие оставшиеся записи и костюмы, в том числе и портрет Александра Сахарова, написанный в 1909 г. Она ушла из жизни в 1974 г. В 1997 г. Кёльнский немецкий архив танца приобрёл 65 костюмов, сотни декораций и более 500 фотографий танцевальной пары.

## Стиль Клотильды
Клотильда предпочитала танцевать под современную музыку, выбирая меланхоличные композиции Макса Регера, Флорана Шмитта и Игоря Стравинского. Её глаза и улыбки показывали, что ей доставляет удовольствие танцевать и показывать свою стройность и гибкость, даже когда ей было больше сорока лет. Особенно ей удавались интерпретация Prélude à l’après-midi d’un faune Клода Дебюсси. Отмечали, что она танцевала не под ритм, а под музыку, звучавшую у неё в душе.

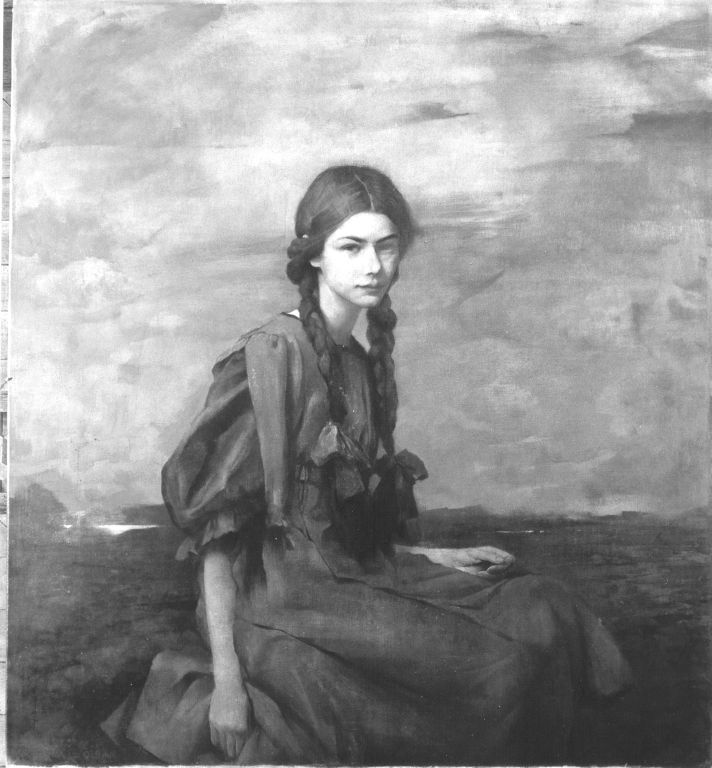
Клотильда фон Дерп (картина Шустера-Вольдана, 1905—1907)
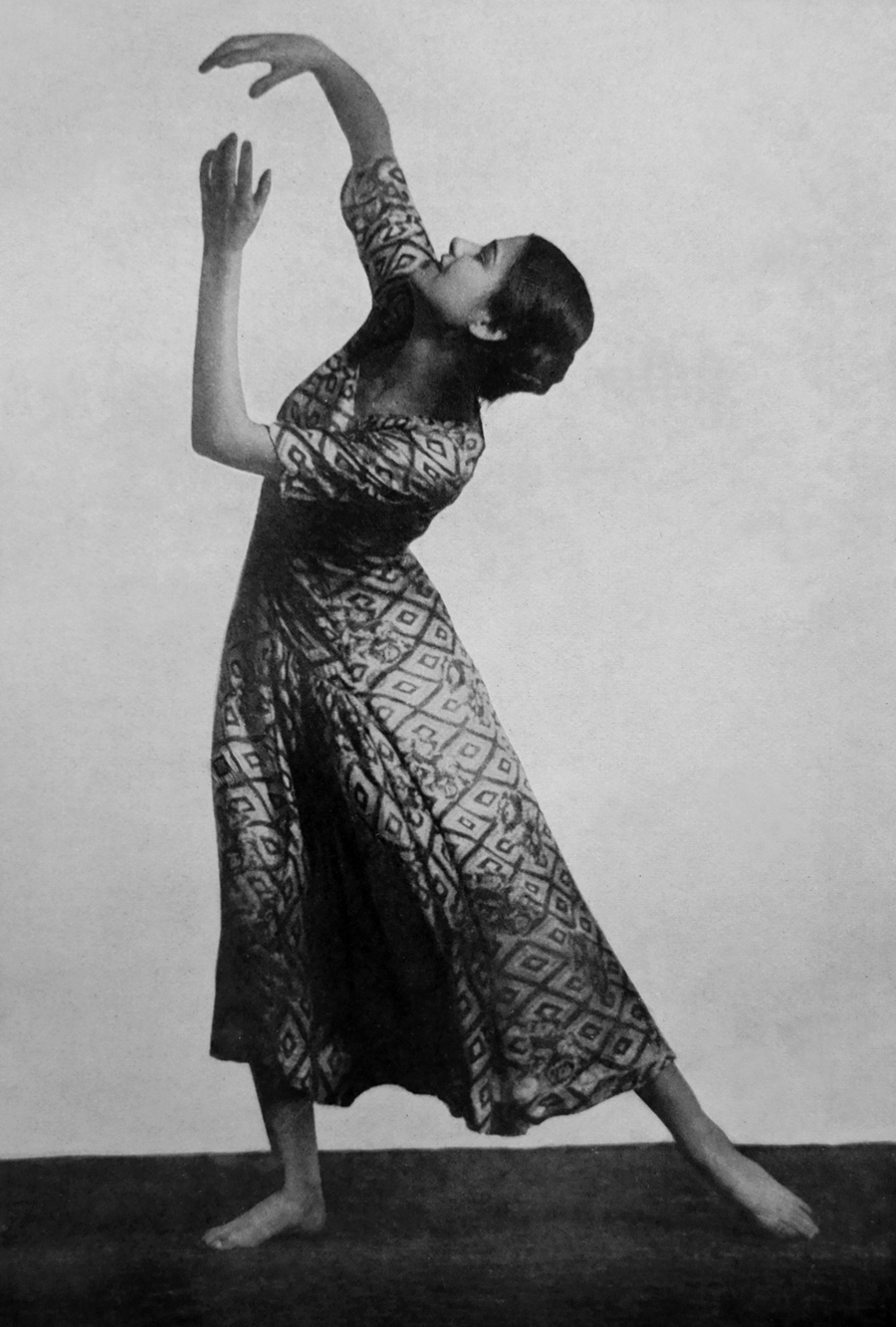
Фотография Клотильды фон Дерп (фотография Хуго Эрфурта, 1928 г.)
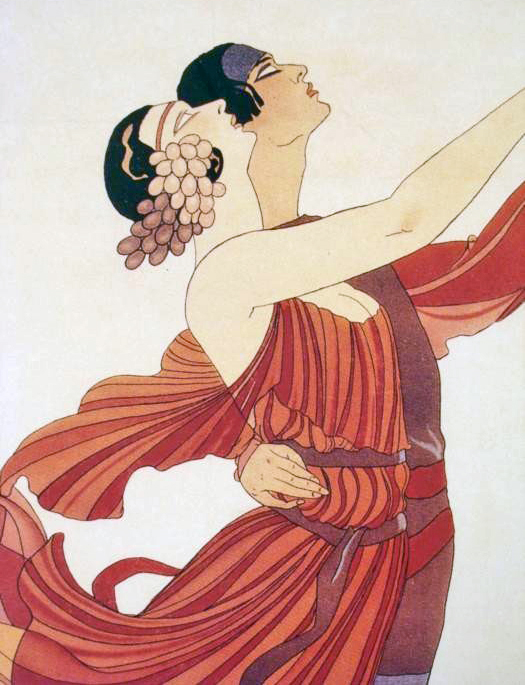
Les Sakharoff (плакат Жоржа Барбье, 1921)